# Tabanus cayensis
Tabanus cayensis är en tvåvingeart som beskrevs av David Fairchild 1935. Tabanus cayensis ingår i släktet Tabanus och familjen bromsar.
Artens utbredningsområde är Florida. Inga underarter finns listade i Catalogue of Life.